# Omega Piscium
Omega Piscium (ω Psc / 28 Piscium / HD 224617) es la tercera estrella más brillante de la constelación de Piscis a pesar de ostentar la denominación de Bayer «Omega», vigesimocuarta y última letra del alfabeto griego. De magnitud aparente +4,03, se encuentra a 106 años luz de distancia del sistema solar.
Omega Piscium está clasificada como una estrella subgigante blanco-amarilla brillante de tipo espectral F4IV cuya temperatura superficial es de aproximadamente 6600 K. Puede ser o no una estrella binaria cuyas componentes están próximas entre sí. Variaciones en su espectro llevaron a pensar inicialmente que se trataba de una binaria espectroscópica con un período de 2,16 días. Sin embargo, posteriormente se adujo que las variaciones provienen de la variabilidad intrínseca de la estrella.
Si Omega Piscium no tiene compañera estelar, su luminosidad equivale a 20 veces la del Sol, con una masa un 80 % mayor que la masa solar.
Por el contrario, si fuese un sistema binario, sus tipos espectrales podrían ser F2 y F6, con masas en torno a 1,6 masas solares.
La medida de su velocidad de rotación proyectada da un valor de 40 km/s y su edad se estima en 1200 millones de años.